# Copa de Oro Femenina de la Concacaf de 2002
El Copa de Oro Femenina de la Concacaf de 2002 fue la sexta edición official donde la Concacaf organizó un torneo entre selecciones femeniles. El torneo tuvo sede en Estados Unidos y Canadá. Este torneo también es el torneo de eliminación para la Copa Mundial Femenina de Fútbol.

## Sedes
| ?            |
| ------------ |
| ?            |
| Capacidad: ? |
| ?            |

## Participantes
Participaron ocho selecciones nacionales de fútbol afiliadas a la Concacaf, divididas en dos grupos:
| Equipos participantes | Equipos participantes | Equipos participantes | Equipos participantes | Equipos participantes |
| --------------------- | --------------------- | --------------------- | --------------------- | --------------------- |
| Jamaica               | Estados Unidos        | Canadá                | Haití                 |                       |
| Trinidad y Tobago     | México                | Costa Rica            | Panamá                |                       |

## Sedes
| Rose Bowl         | Titan Stadium     | Safeco Field      |
| Capacidad: 92,600 | Capacidad: 10,000 | Capacidad: 30,144 |
|                   |                   |                   |

## Resultados
Los horarios corresponden a la hora de Estados Unidos (UTC-?)

### Primera fase

#### Grupo A
| Equipo            | Pts | PJ | PG | PE | PP | GF | GC |
| ----------------- | --- | -- | -- | -- | -- | -- | -- |
| Estados Unidos    | 9   | 3  | 3  | 0  | 0  | 15 | 0  |
| México            | 6   | 3  | 2  | 0  | 1  | 7  | 4  |
| Panamá            | 3   | 3  | 1  | 0  | 2  | 5  | 16 |
| Trinidad y Tobago | 0   | 3  | 0  | 0  | 3  | 2  | 9  |

#### Grupo B
| Equipo     | Pts | PJ | PG | PE | PP | GF | GC |
| ---------- | --- | -- | -- | -- | -- | -- | -- |
| Canadá     | 9   | 3  | 3  | 0  | 0  | 23 | 1  |
| Costa Rica | 6   | 3  | 2  | 0  | 1  | 7  | 3  |
| Haití      | 3   | 3  | 1  | 0  | 2  | 3  | 17 |
| Jamaica    | 0   | 3  | 0  | 0  | 3  | 1  | 13 |

### Fase Final
|  | Semifinales            | Semifinales            |   |        | Final                  | Final                  |  |
|  | 5 de noviembre de 2002 | 5 de noviembre de 2002 |   |        | 8 de noviembre de 2002 | 8 de noviembre de 2002 |  |
|  |                        |                        |   |        |                        |                        |  |
|  |                        |                        |   |        |                        |                        |  |
|  | Estados Unidos         | 7                      |   |        |                        |                        |  |
|  | Costa Rica             | 0                      |   |        |                        |                        |  |
|  |                        |                        |   |        |                        |                        |  |
|  |                        |                        |   |        |                        |                        |  |
|  |                        |                        |   |        | Estados Unidos (g.o.)  | 2                      |  |
|  |                        | Canadá                 | 1 |        |                        |                        |  |
|  |                        |                        |   |        |                        |                        |  |
|  |                        |                        |   |        |                        |                        |  |
|  |                        |                        |   |        | Tercer lugar           |                        |  |
|  |                        |                        |   |        |                        |                        |  |
|  | Canadá                 | 2                      |   | México | 4                      |                        |  |
|  | México                 | 0                      |   |        | Costa Rica             | 1                      |  |